# トリーピ
トリーピ（イタリア語: Tripi）は、イタリア共和国シチリア州メッシーナ県にある、人口約800人の基礎自治体（コムーネ）。

## 地理

### 位置・広がり

#### 隣接コムーネ
隣接するコムーネは以下の通り。
- バジコ
- ファルコーネ
- フランカヴィッラ・ディ・シチーリア
- フルナリ
- マッツァッラ・サンタンドレーア
- モンタルバーノ・エリコーナ
- ノヴァーラ・ディ・シチーリア

## 行政

### 分離集落
トリーピには、以下の分離集落（フラツィオーネ）がある。
- Campogrande, Casale, San Cono